# Erythridula fulvocephala
Erythridula fulvocephala är en insektsart som först beskrevs av Robinson 1924.  Erythridula fulvocephala ingår i släktet Erythridula och familjen dvärgstritar. Inga underarter finns listade i Catalogue of Life.